# Артър Кенеди
Артър Кенеди (на английски: Arthur Kennedy) е американски актьор.

## Биография

### Произход и образование
Роден е на 17 февруари 1914 г. в град Устър, Масачузетс. Син е на Хелън (родена Томпсън) и Джон Тимъти J.T. Кенеди, зъболекар.
Посещава Южната гимназия в Уорчестър и Академия Уорчестър. Учи драма в Технологичния институт Карнеги (сега Университет Карнеги Мелън) в Питсбърг, Пенсилвания, завършва бакалавърска степен през 1934 г.

### Кариера
Кенеди се премества в Ню Йорк и се присъединява към театрална трупа. След това обикаля с класическа репертоарна компания. През септември 1937 г. дебютира на Бродуей като Буши в „Ричард II“ на Морис Евънс в театър „Сейнт Джеймс“. През 1939 г. той играе сър Ричард Върнън в „Хенри IV“ на Еванс.
За киното Кенеди е открит от Джеймс Кагни. Първата му роля е на по-малкия брат на Кагни в „Град за завладяване“ (City for Conquest, 1940). Еднакво умел е като герой или злодей и е известен със своето майсторство на сложни, многостранни роли. Той се появява в много уестърни и полицейски драми.
По време на Втората световна война Кенеди служи от 1943 до 1945 г. във военновъздушните сили на Съединените щати (USAF), правейки филми за авиационна подготовка, и като разказвач, и като актьор. Много от тези филми служат като исторически сведения за това как са били обучавани авиатори и как е работило летателното оборудване.
Кенеди се появява в много забележителни филми от началото на 1940-те до средата на 1960-те години, включително High Sierra, Шампион, The Died with Boots On, Стъклената менажерия, The Desperate Hours, Процес, Пейтън Плейс, Some Came Running, Елмър Гентри, Човекът от Ларами, Варава, Лорънс Арабски, Невада Смит и Фантастичното пътуване.
От работата на Кенеди в киното най-запомнящо е сътрудничеството му с режисьора Антъни Ман и актьора Джеймс Стюарт в „Завоят на реката“ (1952) и „Човекът от Ларами“ (1955), като и в двата филма играе симпатичен злодеи. Той също така се радва на изявена сценична кариера през същия период, като получава награда „Тони“ за ролята си на Биф Ломан в „Смъртта на търговския пътник“ (1949) на Артър Милър. Играе три други главни герои в пиесите на Милър: Крис Келер във „Всички мои синове“ (1947), Джон Проктор в „Тигелът“ (1953) и Уолтър Франц в „Цената“ (1968). През 1961 г. той играе главната роля в „Бекет“, партнира с Лорънс Оливие като Хенри II.
На 5 февруари 1959 г. Кенеди се появява в епизода „Make It Look Good“ на театъра Дик Пауъл на Зейн Грей по Си Би Ес.
През 1974 г. Кенеди е редовен участник в полицейска драма на Ей Би Си „Накия“, като шериф Сам Джерико.

### Смърт
През последните години от живота си Кенеди страда от рак на щитовидната жлеза и очни заболявания. Той прекарва голяма част от по-късния си живот в Савана, Джорджия. Умира през 1990 г. в Бранфорд, Кънектикът, от мозъчен тумор. Погребан е в гробището Уудлоун, близо до дома му в Лекил, Нова Скотия, Канада; там е погребана и съпругата му Мери.

## Избрана филмография
| Година | Филм                     | Оригинално заглавие  | Роля                | Режисьор       |
| ------ | ------------------------ | -------------------- | ------------------- | -------------- |
| 1949   | Шампион                  | Champion             | Кони                | Марк Робсън    |
| 1952   | Завоят на реката         | Bend of the River    | Емерсън Коулт       | Антъни Ман     |
| 1955   | Човекът от Ларами        | The Man from Laramie | Вик Хансбро         | Антъни Ман     |
| 1959   | У дома си е героят       | Home Is the Hero     | Уили О′Райли        | Филдър Кук     |
| 1962   | Лорънс Арабски           | Lawrence of Arabia   | Джаксън Бентли      | Дейвид Лийн    |
| 1964   | Есента на шайените       | Cheyenne Autumn      | Док Холидей         | Джон Форд      |
| 1966   | Невада Смит              | Nevada Smith         | Бил Боудре          | Хенри Хатауей  |
| 1966   | Фантастичното пътуване   | Fantastic Voyage     | Д-р Питър Дювал     | Ричард Флейшър |
| 1971   | Смъртта на невинността   | A Death of Innocence | Марк Хърш           | Пол Уендкос    |
| 1975   | Полицията с вързани ръце | Killer Cop           | Армандо Ди Федерико | Лучано Ерколи  |